# Valiato de Sivas
El valiato de Sivas (en turco otomano: ولايت سيوس‎, romanizado: Vilâyet-i Sivas;) fue una división administrativa de primer nivel (valiato) del Imperio otomano, y fue una de las seis valiatos armenios. El valiato limitaba con Erzurum al este, Mamuret-ul-Aziz al sureste, Trebisonda al norte y Ankara  al oeste. 
A principios del siglo XX tenía un área de 32 308 millas cuadradas (83 677,7 km²), mientras que los resultados preliminares del primer censo otomano de 1885 (publicado en 1908) arrojaron una población de 996 126. La precisión de las cifras de población varía de "aproximada" a "meramente conjetura" según la región de la que se obtuvieron. 

## Historia

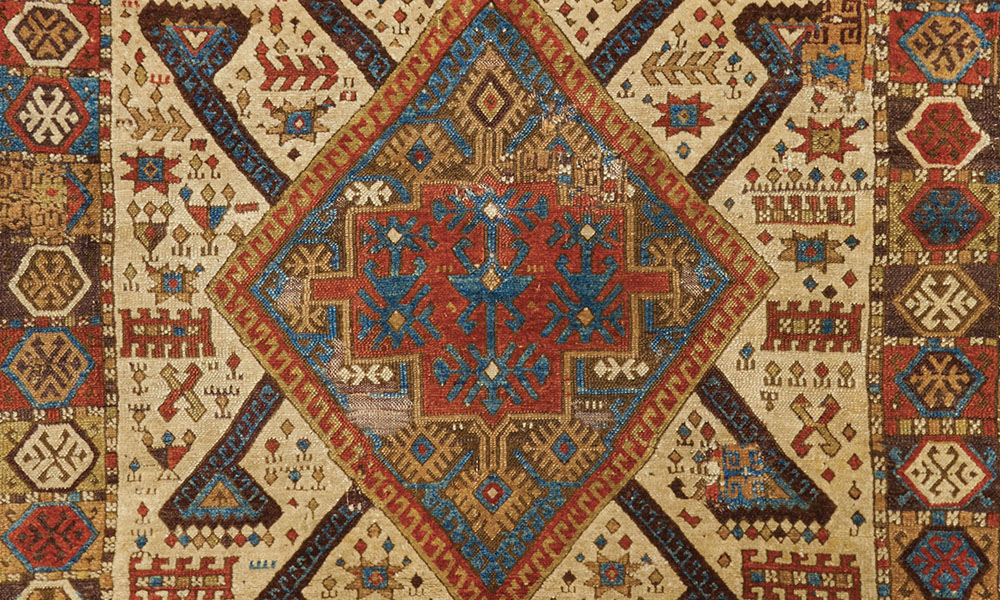
Alfombra de Anatolia Oriental (detalle), de la región de Şarkişla-Sivas. Hecho ca. 1800.

El valiato de Sivas fue creado en 1867 cuando los eyalatos fueron reemplazados por valiatos bajo la "Ley de Valiatos" (en turco: Teşkil-i Vilayet Nizamnamesi) y fue disuelto en 1922 por la reorganización de Atatürk.[cita requerida] De 1913 a 1916, Ahmed Muammer fue valí (gobernador) del valiato, y fue acusado de ser cómplice de acciones contra la población armenia. 

## Divisiones administrativas
Sanjacados del valiato:
1. Sanjacado de Sivas (Sivas, Bünyan, Şarkışla, Hafik, Darende, Divriği, Aziziye, Kangal, Zara, Gürün, Yıldızeli)
2. Sanjacado de Amasya (Amasya, Havza, Mecitözü, Vezirköprü, Gümüşhacıköy, Merzifon, Ladik)
3. Sanjacado de Karahisar-ı Şarki (Şebinkarahisar, Alucra, Hamidiye, Suşehri (Endires hasta 1875), Koyulhisar)
4. Sanjacado de Tokad (creado a partir de Sivas sanjak en 1880 y obtenido Erbaa y Zile kazas de Amasya one) (Tokat, Erbaa, Zile, Niksar (antes de 1880 era parte de Canik Sanjak de Trebisonda[8]), Reşadiye)

Nota: Reşadiye (İskefsir hasta 1909) fue el centro de nahia en el kaza de Hamidiye del sanjacado de Karahisar-ı Şarki hasta 1906. 